# Pampa (cheval)
Pour les articles homonymes, voir Pampa (homonymie).
Le Pampa (portugais : Raça Pampa) est une race de chevaux de couleur, d'origine brésilienne. Il provient du cheval colonial espagnol, de croisements entre diverses races brésiliennes, et du Paint Horse. C'est une monture très polyvalente, qui est utilisée pour tous types de travaux, et porte toujours une robe pie. Bien que ses effectifs ne soient pas connu, il est présumé répandu, tout particulièrement dans le Rio Grande do Sul. 

## Dénomination
Le Pampa est mal défini, car le nom « Pampa » se réfère à une couleur de robe plutôt qu'à une race ; il s'agit en effet du mot portugais qui désigne les chevaux de robe pie. À ce titre, le Pampa peut être considéré comme l'équivalent sud-américain du registre nord-américain du « Pinto ». L'origine du nom « Pampa » est bien documentée. Au milieu du XIXe siècle, Rafael Tobias Aguiar a quitté avec son armée le Rio Grande do Sul, pour rejoindre la bataille de Farrapos. La plupart de ses soldats montaient des chevaux de robe pie, initialement connus dans le sud sous le nom de tobianos. Au retour à São Paulo, ces chevaux se sont progressivement fait connaître dans le reste du pays comme des « pampa », qui est aussi un nom de code pour désigner le Rio Grande do Sul.

## Histoire
Le Pampa ne figure pas dans la base de données DAD-IS (2020), ni dans la seconde édition de l'ouvrage de l'université de l'Oklahoma recensant les races de chevaux (2007). En revanche, l'encyclopédie de Delachaux et Niestlé (2014) lui consacre un paragraphe.
L'association de race, l′Associação Brasileira dos Criadores do Cavalo Pampa (ABCPAMPA, Association brésilienne des éleveurs du cheval Pampa), fait remonter son origine aux premiers débarquements de chevaux de robe pie sur le continent américain, en particulier ceux amenés par Hernan Cortès en 1519. Il n'existe en revanche aucune trace documentée de l'introduction de la robe pie parmi les ressources génétiques équines du Brésil, bien qu'elle soit présumée liée à l'arrivée de chevaux Barbe, puis hollandais, pendant l'invasion de Pernambuco.
Ce cheval descend vraisemblablement du cheval colonial espagnol, avec influence du Crioulo, des Mangalarga marchador et paulista, du Campeiro, du Campolina, et de l'Anglo-arabe. Subséquemment, il est influencé par le Paint Horse. 

## Description
La taille va de 1,40 m à 1,47 m, d'après CAB International.

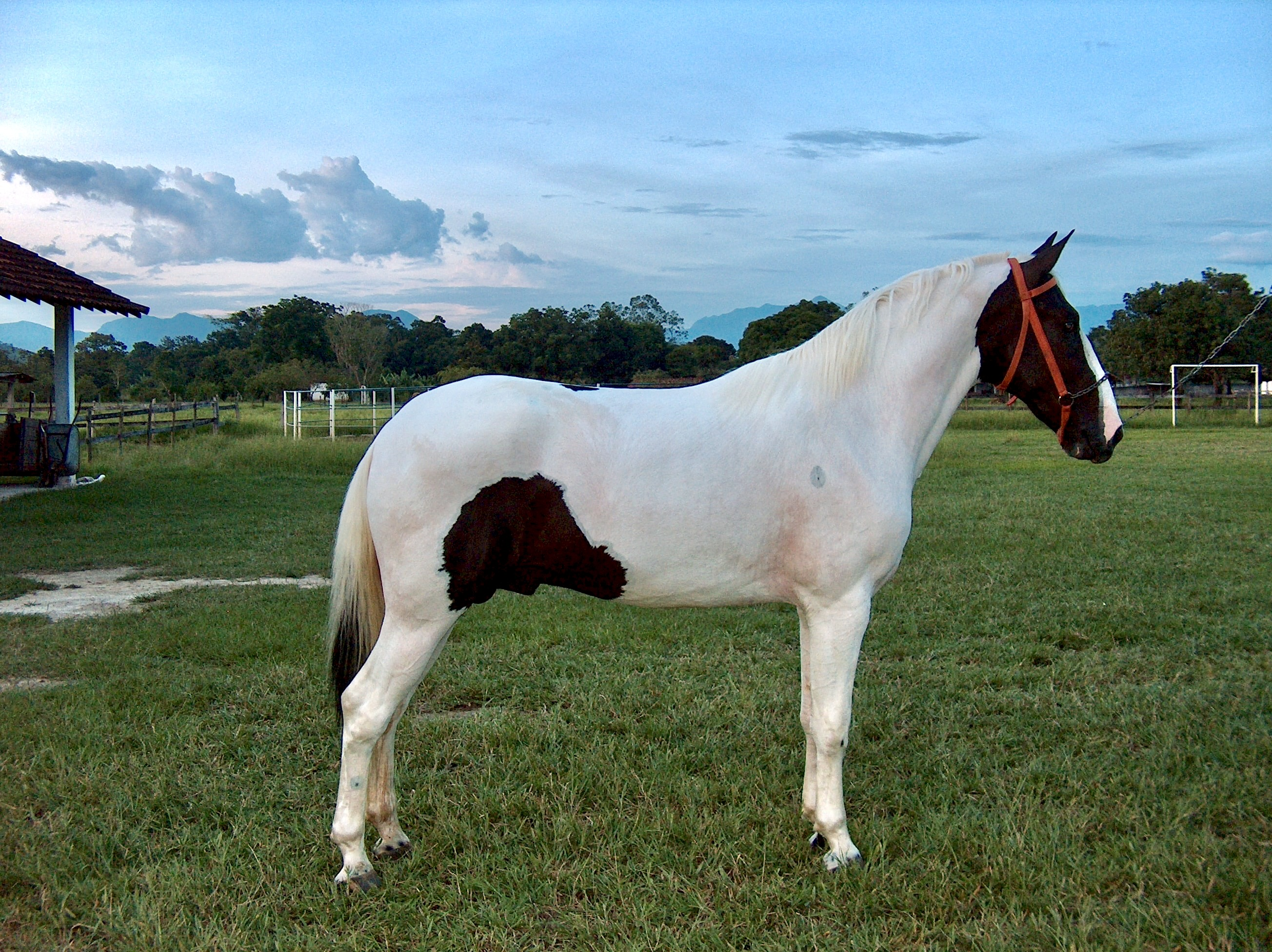
Cheval de race Campolina, de robe autorisée pour entrer en croisement dans la race Pampa.

La taille minimale demandée est de 1,40 m pour les femelles et 1,45 m pour les mâles. Le type est celui du cheval de selle, avec une bonne musculature, et rappelle les autres chevaux brésiliens. Le profil de tête est rectiligne au niveau du front, les yeux sont grands. L'encolure est longue. Le garrot est sorti, le poitrail large et les épaules inclinées. La croupe est la fois longue, large et musclée, avec une légère inclinaison. Crins, poils et peau sont fins.
La robe est toujours pie,. L'association de race a des critères d'enregistrement précis concernant la robe, la zone de blanc devant être supérieure à 100 cm².
La race est réputée fougueuse, énergique et docile. Certains sujets présentent des allures supplémentaires.

### Sélection
L'association d'éleveurs de chevaux de race Pampa, l'ABCPAMPA, est localisée à Belo Horizonte. Elle organise régulièrement des présentations des meilleurs sujets de la race. La sélection porte à la fois sur la robe pie, et sur la recherche d'allures confortables pour le cavalier. Sont autorisées en croisement les races Anglo-arabe, Campeiro, Campolina, Criollo, Mangalarga, Mangalarga Marchador, et Pur-sang.

## Utilisations
Le Pampa est employé sous la selle, en équitation de loisir, en sports équestres, et pour le travail du bétail.

## Diffusion de l'élevage
La race Pampa est propre au Rio Grande do Sul, au Brésil. Elle n'est pas mentionnée dans l'étude menée à l'université d'Uppsala, publiée en août 2010 pour la FAO. Cependant, elle ne semble pas menacée (2014).